# Zofia Oleśnicka
Zofia Oleśnicka (Pieskowa Skała ? - vers 1567) est une noble calviniste polonaise, longtemps considérée comme la première poétesse polonaise à la suite de la publication d'hymnes protestants à Cracovie en 1556.

## Biographie
Oleśnicka est la fille du staroste calviniste de Chęciny, Hieronim Szafraniec, et de sa deuxième femme Zofia Zborowska. Elle passe sa jeunesse au Wawel, où son père officie comme secrétaire jusqu'à la mort de Sigismond Ier de Pologne en 1548.
Elle épouse Mikołaj Oleśnicki, seigneur aîné de Pińczów et oncle du diplomate Mikołaj Oleśnicki le Jeune. Elle a deux enfants, Andrzej and Jan Oleśnicki. Avec son père, elle convertit son mari au calvinisme et la famille établit une université protestante dans la ville.
Oleśnicka et son mari meurent entre le premier juin 1566 et le 15 mars 1567. Ils sont enterrés dans la crypte de l'église évangéliste de Saint Jean à Pińczów.

## Hymnes protestants
Dans son Histoire de la Réformation Polonaise (1685), Stanisław Lubieniecki lui attribue cinq psaumes dans la collection de 12 psaumes de Cyprian Bazylik „Z ochotnem sercem, Ciebie wysławiam mój Panie” ("le cœur plein de volonté, je te loue, Seigneur"), publiés en 1556. Ceci ferait d'elle la première poétesse polonaise, avec la luthérienne Regina Filipowska, morte en 1557. La raison de cette attribution est un acrostiche dans le texte, qui donnerait le texte „Zofia Olesnicka z Pyeskowey Skali” ("Zofia Oleśnicka de Pieskowa Skała").
Cependant, des recherches plus récentes remettent en question cette affirmation, attribuant l'intégralité des psaumes à Cyprian Bazylik. Dans ce cas, l'acrostiche serait fait en hommage à Oleśnicka et pas comme signature de son travail. La question est sujette à débat et en octobre 2017, un consensus n'a pas encore été atteint sur la question,.

## Postérité
En 1994, l'Union astronomique internationale baptiste un des cratères de Vénus "Olesnicka" en son honneur.